# Тони Магс
Тони Магс (на английски: Tony Maggs) е пилот и световен шампион от Формула 1.
Роден е в Претория, ЮАР на 9 февруари 1937 г. Участва в 27 състезания във Формула 1, като се класира един път на подиума и печели общо 26 точки. Състезава се за 4 различни отбора. Умира в Претория, РЮА на 2 юни 2009 г.